# Geranium sepaloroseum
Geranium sepaloroseum là một loài thực vật có hoa trong họ Mỏ hạc. Loài này được Rusby mô tả khoa học đầu tiên năm 1893.